# ジェームズ・エイブリー
ジェームズ・エイブリー（James Avery, 1984年6月10日 - ）は、カナダ・サスカチュワン州ムースジョー出身の元プロ野球選手（投手）。

## 経歴

### プロ入りとレッズ傘下時代
2005年のMLBドラフトで、シンシナティ・レッズからドラフト5巡目（全体152位）で指名され入団。
2006年は、傘下AAA級ルイビル・バッツで1試合、傘下A+級サラソタ・レッズで26試合に登板して、2球団合計で8勝8敗の成績を挙げた。
2007年は、傘下AA級チャタヌーガ・ルックアウツで27試合に登板し、11勝10敗、防御率5.22の成績を挙げた。
2008年は、傘下AA級チャタヌーガで24試合に登板し、7勝8敗、防御率4.89の成績を挙げた。また北京オリンピックの野球競技でカナダ代表に選出された。
2009年は、傘下AA級カロライナ・マドキャッツで10試合に登板し、2勝3敗、防御率2.89の成績を挙げた。
2010年は、傘下AAA級ルイビルで1試合に登板した他、傘下AA級カロライナで2勝、傘下A+級リンチバーグ・ヒルキャッツで6勝を挙げた。
2011年11月2日にレッズをFAとなった。

### タイガース傘下時代
2012年1月13日にデトロイト・タイガースとマイナー契約を結んだ。この年は傘下AA級エリー・シーウルブズ27試合に登板し、10勝13敗、防御率4.73の成績を挙げた。また9月11日に、第3回WBC予選のカナダ代表が発表され、代表入りした。オフの11月2日にFAとなった。

### メキシカンリーグ時代
2013年6月4日にメキシカンリーグのユカタン・ライオンズと契約した。7月4日に自由契約となったが、翌5日にアグアスカリエンテス・レイルロードメンと契約。この年は2球団合計で9試合に登板して3勝4敗の成績を挙げた。
2014年は8試合に登板して1勝3敗、防御率6.63という成績にとどまり、7月17日に自由契約となった。

## 詳細情報

### 代表歴
- 2008年北京オリンピックの野球競技・カナダ代表
- 2013 ワールド・ベースボール・クラシック・カナダ代表